# Saccostomus campestris
Saccostomus campestris е вид бозайник от семейство Nesomyidae.

## Разпространение
Видът е разпространен в Ангола, Ботсвана, Демократична република Конго, Замбия, Зимбабве, Малави, Мозамбик, Намибия, Танзания и Южна Африка.